# APS-95
El APS-95 era un fusil de asalto fabricado en Croacia por Končar-Arma d. o. o. desde 1995 y ofrecido para su exportación hasta al menos 2007. La empresa manufacturera, filial de la croata ARMA-GRUPA Corporation, fabrica desde mediados de los años noventa los subfusiles ERO y Mini-ERO (copias de los Uzi y Mini-Uzi israelíes respectivamente). El fabricante intentó introducir el APS-95 en el mercado internacional durante varios años, sin éxito.

## Historia
El APS-95 fue desarrollado bajo petición del Ejército Croata, que quería cambiar lo antes posible a los fusiles de asalto Zastava M70 de 7,62 mm fabricados en Yugoslavia por un fusil de servicio que disparase el cartucho 5,56 x 45 OTAN. Durante la Guerra de Independencia Croata, el lado croata había sido equipado por el empresario croata Antun Kikaš con varios lotes del Vektor R4, una copia sudafricana del fusil de asalto israelí IMI Galil. Los combatientes croatas apreciaron el arma y querían una versión fabricada localmente como nuevo fusil estándar del Ejército Croata.

## Diseño
El APS-95 era un fusil de asalto convencional, accionado por los gases del disparo y que empleaba un cargador extraíble curvo de 35 cartuchos 5,56 x 45 OTAN, bastante parecido a los empleados por el Galil israelí o el R4 sudafricano. Su cajón de mecanismos estaba hecho de chapa de acero estampada, en lugar de acero fresado como el del Galil o el R4, reduciendo así su costo y tiempo de producción. Su selector del modo de disparo incluía dos controles diferentes, ubicados en ambos lados del cajón de mecanismos, parecidos a los del Galil o el R4, pero con distinta operación.
La palanca situada en el lado derecho del cajón de mecanismos, basada en el seguro-selector del AK-47, solo tenía dos posiciones: abajo para "Fuego" y arriba para "Seguro" (al ser elevada, bloqueaba el cerrojo y actuaba como una cubierta contra el polvo). El pequeño interruptor situado encima del pistolete en el lado izquierdo del cajón de mecanismos, al alcance del pulgar, tenía dos posiciones para modo de disparo: semiautomático y automático. La culata plegable estaba hecha de chapa de acero estampada, plegándose sobre el lado derecho del cajón de mecanismos; su perfil no causaba interferencia alguna con la manipulación del arma o la operación del cerrojo, por lo que el APS-95 podía dispararse con la culata plegada.
Las características más distintivas del APS-95 respecto al Galil y al R4 era su guardamano y punto de mira, así como su asa de transporte que integraba una mira óptica de 1,5x aumentos y un alza de apoyo opcional. El pistolete también era distinto, con resaltes para los dedos, siendo parecido al del M16.     

## Accesorios
Los accesorios disponibles para el APS-95 incluían:
- bípode desmontable
- correa portafusil
- bayoneta
- RGB-1 - un lanzagranadas acoplado de montaje rápido que disparaba granadas de 30 mm. El RGB-1 tenía una construcción sencilla, estando equipado con un sistema de montaje general que permitía su empleo en varios fusiles de asalto diferentes. Su principal desventaja era que tenía un gatillo de acción simple muy sensible, que no tenía guardamonte ni cualquier tipo de protección, siendo un potencial riesgo de disparos accidentales si se enredaba en el equipo de un soldado.

## Usuarios
- Croacia: El APS-95 fue oficialmente adoptado por el Ejército croata hacia 1993,[2] comprado y distribuido en cantidades limitadas antes que los recortes presupuestarios detengan su compra.[1][3]
- Libia: Fotografías y videos de la Guerra de Libia de 2011, muestran que el régimen de Muamar Gadafi compró algunos lotes.[cita requerida]